# 吉林衛視
吉林卫视是吉林广播电视台旗下的综合卫星频道，简称JLTV-1，前身为吉林电视台一套。

## 频道栏目[1]
- 家事
- 晨起说健康
- 吉林新闻联播
- 新闻早报
- 白天剧场
- 美丽面对面
- 新闻纵贯线
- 商机无限
- 欢乐送
- 大剧场
- 幸福最美味
- 风尚东北亚
- 零点剧场

## 主持人
- 周峰
- 栾海